# می (فیلم)
مِی (به انگلیسی: May) یک فیلم درام ، اسلشر آمریکایی است. این فیلم در سال ۲۰۰۲ به کارگردانی لاکی مک‌کی و با شرکت آنجلا بتیس در نقش اصلی ساخته‌شد. در سال ۲۰۰۶ اتحادیه منتقدان فیلم شیکاگو این فیلم را در رده‌بندی ترسناک‌ترین فیلم‌های ساخته‌شده تا آن زمان در رده ۶۱ام قرار داد. این فیلم اکران و فروش محدودی داشت، تا آن‌جا که در سراسر آمریکای شمالی تنها در ۹ سینما پخش شد.
داستان فیلم درباره دختری غیرعادی به نام «می» است که دوران کودکی سختی را پشت‌سرگذاشته و به دلیل متفاوت بودن با دیگر همسالانش، همواره مورد تمسخر آن‌ها بوده و دوستی نداشته‌است. می در بزرگسالی با پسری به نام آدام دوست می‌شود و آدام او را به دلیل کارهای غیرعادی‌اش رها می‌کند. می در ادامه نیز با تمسخر دیگران و شکست‌های پیاپی در روابط اجتماعی‌اش مواجه می‌شود، و به جنون دچار می‌شود. او تصمیم می‌گیرد حال که نمی‌تواند دوستی برای خود پیدا کند، دوستی برای خود بسازد و با بریدن و چسباندن اعضای بدن زیبای کسانی که می‌شناخته و مواجه می‌شده، برای خود دوستی بسازد.